# عبد السلام الفزازي
عبد السلام فزازي (17 أكتوبر 1958-) هو كاتب مغربي، ولد في تازة المغربية، حصل على الإجازة في الأدب العربي من جامعة سيدي محمد بن عبد الله بفاس في 1983، وعلى شهادة استكمال الدروس في الأدب العربي الحديث بنفس الجامعة، وعلى درجة الدكتوراه في الأدب العربي الحديث من جامعة ليون الفرنسية في يوليو 1992، وعلى دبلوم التأهيل الجامعي بكلية الآداب والعلوم الإنسانية بأكادير في عام 2002، عمل أستاذًا لتعليم اللغة العربية لغير الناطقين بها منذ 1986، ومدير الدروس لتعليم اللغة العربية لغير الناطقين بها بكلية الآداب والعلوم الإنسانية بأكادير، وهو عضو في مجموعة البحث الأكاديمي للأدب الشخصي، وعضو في مجموعة البحث للترجمة والثقافة العالمية، وعضو في المسرح الجامعي بكلية الآداب والعلوم الإنسانية بأكادير، وعضو في اتحاد كتاب المغرب، وعضو في اتحاد كتاب العرب، وعضو في اتحاد كتاب الإنترنت.

## مؤلفات
صدرت له عدة أعمال أدبية منها:
النتاج الروائي:
- «آه يا زمنا خلته»، 2005.
- «صهيل الذاكرة»، رواية، بيروت: الدار العربية للعلوم، 2006.[2]
- «أحلام هاربة»، رواية، بيروت: الدار العربية للعلوم، 2006.[3]
- «حين تبكيك اوجاع الوطن.. !: رواية»، 2017.[4]
- «مرايا الوطن الجريح»، 2018.[5]

النتاجات الأخرى:
- «مقالات في الأدب واللسانيات» (مؤلف مشترك)، 1995.
- «جيرار جنيت: مسار نقدي»، 1997.[6]
- «أبوح عذرا وامضي ذاكرة معطل»، مراكش، المغرب: دار ليلي، 1998.[7]
- «في الثقافة والأدب أعمال مهداة لروح الفقيد عبد النبي ماموني» (مؤلف مشترك)، 2002.[8]
- «مفهوم المؤسسة الأدبية وشروطها»، مجلة جامعة ابن رشد في هولندا.[9]
- «الزمن العربي الرديء»، القاهرة، 2007.[10]
- «الجامعة المغربية بين تحديات الواقع وآفاق المستقبل: جامعة ابن زهر نموذجا»، 2009.[11]
- «الزمن المستعار»، 2013.[12]
- «وضعية النقد الأدبي في المغرب: مرحلة السبعينات نموذجا» دورية كان التاريخية.[13]
- «السيميولوجيا: علم للنقد أم نقد للعلم» مجلة جامعة ابن رشد في هولندا، 2016.[14]
- «الكتابة والشتظي في زمن الفيس بوك»، روافد للنشر والتوزيع، 2018.[15]
- «سعدي يوسف: مسار شعري دراسة نقدية»، 2018.[16]

## جوائز
- حصل على جائزة دار النعمان بلبنان مع الانتماء الفخري للدار عام 2003.
- حصل على جائزة البحث العلمي لجامعة ابن زهر بأغادير عام 2006.
- حصل على شهادة التكريم من قبل الجمعية الدولية للمترجمين العرب بدبي عام 2006.
- جائزة وزارة الثقافة بتازة سنة 2009.